# Olympische Sommerspiele 1968/Teilnehmer (Jugoslawien)
| Gelbes Symbol für Goldmedaillen mit stilisierten Olympischen Ringen | Graues Symbol für Silbermedaillen mit stilisierten Olympischen Ringen | Braundes Symbol für Bronzemedaillen mit stilisierten Olympischen Ringen |
| ------------------------------------------------------------------- | --------------------------------------------------------------------- | ----------------------------------------------------------------------- |
| 3                                                                   | 3                                                                     | 2                                                                       |

Die Sozialistische Föderative Republik Jugoslawien nahm an den Olympischen Sommerspielen 1968 in Mexiko-Stadt mit einer Delegation von 69 Athleten (59 Männer und 10 Frauen) an 54 Wettkämpfen in elf Wettbewerben teil.
Die jugoslawischen Sportler gewannen drei Gold-, drei Silber- und zwei Bronzemedaillen. Olympiasieger wurden die Schwimmerin Đurđica Bjedov über 100 Meter Brust, der Turner Miroslav Cerar am Seitpferd und die Wasserballmannschaft der Männer. Fahnenträger bei der Eröffnungsfeier war der Ringer Branislav Simić.

## Teilnehmer nach Sportarten

### Basketball
- Silber 
Dragutin Čermak
Krešimir Ćosić
Vladimir Cvetković
Ivo Daneu
Radivoje Korać
Zoran Maroević
Nikola Plećaš
Trajko Rajković
Dragoslav Ražnatović
Petar Skansi
Damir Šolman
Aljoša Žorga

### Boxen
- Jovan Pajković
Federgewicht: im Achtelfinale ausgeschieden

- Zvonimir Vujin
Leichtgewicht: Bronze

- Ljubinko Veselinović
Halbweltergewicht: im Achtelfinale ausgeschieden

- Mate Parlov
Mittelgewicht: im Viertelfinale ausgeschieden

- Petar Miloš
Schwergewicht: in der 1. Runde ausgeschieden

### Kanu
- Zlatomir Šuvački
Kajak-Zweier 1000 m: im Halbfinale ausgeschieden

- Staniša Radmanović
Kajak-Zweier 1000 m: im Halbfinale ausgeschieden

### Leichtathletik
Männer
- Miodrag Todosijević
Hochsprung: 9. Platz

- Polde Milek
Hochsprung: in der Qualifikation ausgeschieden

- Nedo Farčić
10.000 m: 9. Platz
Marathon: Rennen nicht beendet

Frauen
- Marijana Lubej
100 m: im Viertelfinale ausgeschieden
200 m: in der 1. Runde ausgeschieden
80 m Hürden: in der 1. Runde ausgeschieden
Fünfkampf: 12. Platz

- Vera Nikolić
800 m: im Halbfinale ausgeschieden

- Snežana Hrepevnik
Hochsprung: 14. Platz

- Nataša Urbančič
Speerwurf: 6. Platz

- Ðurđa Fočić
Fünfkampf: 29. Platz

### Radsport
- Rudi Valenčič
Straßenrennen: 39. Platz
Mannschaftszeitfahren: 16. Platz

- Franc Škerlj
Mannschaftszeitfahren: 16. Platz

- Tanasije Kuvalja
Straßenrennen: Rennen nicht beendet
Mannschaftszeitfahren: 16. Platz

- Cvitko Bilić
Straßenrennen: 25. Platz
Mannschaftszeitfahren: 16. Platz

### Ringen
- Boško Marinko
Fliegengewicht, griechisch-römisch: in der 3. Runde ausgeschieden

- Karlo Čović
Bantamgewicht, griechisch-römisch: in der 3. Runde ausgeschieden

- Sreten Damjanović
Federgewicht, griechisch-römisch: in der 3. Runde ausgeschieden

- Stevan Horvat
Leichtgewicht, griechisch-römisch: Silber

- Milan Nenadić
Weltergewicht, griechisch-römisch: in der 3. Runde ausgeschieden

- Branislav Simić
Mittelgewicht, griechisch-römisch: Bronze

- Boris Dimovski
Fliegengewicht, Freistil: in der 3. Runde ausgeschieden

- Simeon Šutev
Bantamgewicht, Freistil: in der 2. Runde ausgeschieden

### Schießen
- Slobodan Paunović
Kleinkalibergewehr Dreistellungskampf 50 m: 11. Platz

- Vladimir Grozdanović
Kleinkalibergewehr Dreistellungskampf 50 m: 31. Platz

- Branislav Lončar
Kleinkalibergewehr liegend 50 m: 41. Platz

- Dušan Epifanić
Kleinkalibergewehr liegend 50 m: 62. Platz

### Schwimmen
Männer
- Danijel Vrhovšek
200 m Rücken: im Halbfinale ausgeschieden

- Slavko Kurbanović
100 m Brust: im Vorlauf ausgeschieden
200 m Brust: im Vorlauf ausgeschieden

Frauen
- Mirjana Šegrt
100 m Freistil: 7. Platz
200 m Freistil: 5. Platz
4-mal-100-Meter-Lagen-Staffel: im Vorlauf ausgeschieden

- Zdenka Gašparač
100 m Rücken: im Halbfinale ausgeschieden
200 m Rücken: 6. Platz
4-mal-100-Meter-Lagen-Staffel: im Vorlauf ausgeschieden

- Ana Boban
100 m Freistil: im Vorlauf ausgeschieden
4-mal-100-Meter-Lagen-Staffel: im Vorlauf ausgeschieden

- Đurđica Bjedov
100 m Brust: Gold 
200 m Brust: Silber 
4-mal-100-Meter-Lagen-Staffel: im Vorlauf ausgeschieden

### Segeln
- Simo Nikolić
Flying Dutchman: 13. Platz

- Antun Grego
Flying Dutchman: 13. Platz

### Turnen
Männer
- Miloš Vratič
Einzelmehrkampf: 42. Platz
Barren: 63. Platz
Boden: 71. Platz
Pferdsprung: 23. Platz
Reck: 44. Platz
Ringe: 63. Platz
Seitpferd: 29. Platz
Mannschaftsmehrkampf: 6. Platz

- Tine Šrot
Einzelmehrkampf: 84. Platz
Barren: 90. Platz
Boden: 103. Platz
Pferdsprung: 41. Platz
Reck: 90. Platz
Ringe: 25. Platz
Seitpferd: 73. Platz
Mannschaftsmehrkampf: 6. Platz

- Janez Brodnik
Einzelmehrkampf: 23. Platz
Barren: 39. Platz
Boden: 46. Platz
Pferdsprung: 15. Platz
Reck: 17. Platz
Ringe: 22. Platz
Seitpferd: 41. Platz
Mannschaftsmehrkampf: 6. Platz

- Miroslav Cerar
Einzelmehrkampf: 9. Platz
Barren: 12. Platz
Boden: 14. Platz
Pferdsprung: 15. Platz
Reck: 19. Platz
Ringe: 15. Platz
Seitpferd: Gold 
Mannschaftsmehrkampf: 6. Platz

- Damir Anić
Einzelmehrkampf: 75. Platz
Barren: 79. Platz
Boden: 75. Platz
Pferdsprung: 75. Platz
Reck: 75. Platz
Ringe: 82. Platz
Seitpferd: 63. Platz
Mannschaftsmehrkampf: 6. Platz

- Milenko Kersnić
Einzelmehrkampf: 30. Platz
Barren: 19. Platz
Boden: 34. Platz
Pferdsprung: 30. Platz
Reck: 55. Platz
Ringe: 38. Platz
Seitpferd: 53. Platz
Mannschaftsmehrkampf: 6. Platz

Frauen
- Nataša Bajin-Šljepica
Einzelmehrkampf: 54. Platz
Boden: 49. Platz
Pferdsprung: 46. Platz
Schwebebalken: 31. Platz
Stufenbarren: 83. Platz

### Wasserball
- Gold 
Ozren Bonačić
Dejan Dabović
Zdravko Hebel
Zoran Janković
Ronald Lopatny
Uroš Marović
Đorđe Perišić
Miroslav Poljak
Mirko Sandić
Karlo Stipanić
Ivo Trumbić